# マクロプテリギウス
マクロプテリギウス（学名:Macropterygius）は、上部ジュラ系キンメリッジアン階にあたるイギリスのドーセット州キンメリッジ湾に位置する Kimmeridge Clay 層から発見された魚竜の属。ヨーロッパ中から産出した数多くの標本がマクロプテリギウス属に分類されているが、種レベルまで分類されているのは模式種 M. torigonus のみであり、その模式標本はたった1つの椎骨のみからなる。このため他の魚竜との判別が不可能であり、疑問名として扱われている。

## 発見と種
もともとオーウェンは模式標本をイクチオサウルス・トリゴヌスとして記載した。他のどんな断片的な化石さえも模式標本に指定されなかったため、分類の歴史は安定しなかった。リチャード・オーウェンが用いたイクチオサウルス・トリゴヌスの本来の模式標本は1889年に失われたと考えられ、Lydekker がバラバラに離れた椎骨を本種の模式標本とした。なお、この時代に新基準標本の概念は存在しなかった。
Lydekker が選んだ椎骨が産出した層は不明であり、オーウェンが命名・記載した本来の標本との関連が確実でなかったため、ここで問題が生じた。オーウェンが用いた標本が後に再発見されたためさらに問題は複雑化し、新基準標本の指定は不要となった。Lydekker の記載した標本を新基準標本として扱わないことと、模式標本の再発見により指定が覆る必要性がないことを、1993年に動物命名法国際審議会がと発表し事態は正式に確定された。同時に動物命名法国際審議会は属名と種小名のリストにマクロプテリギウスとマクロプテリギウス・トリゴヌスを加え、両方とも保留名とした。本来の模式標本は標本番号 ANSP 10124 としてカタログ化され、フィラデルフィア自然科学アカデミーに所蔵されている。
Bardet と Fernández は2000年の論文でマクロプテリギウス・トリゴヌスの模式標本がオフタルモサウルス科以上に詳しくは同定できないとし、この属種は疑問名とされた。